# Losowanie ze zwracaniem
Losowanie ze zwracaniem lub losowanie z powtórzeniami – rodzaj wielokrotnego losowania, w którym powtarzane jest takie samo pojedyncze losowanie z tego samego zbioru możliwych wyników. Takie losowanie nazywane jest również losowaniem prostym indywidualnym niezależnym.
Przykładowo, wylosowany obiekt trafia z powrotem do puli przed następnym powtórzeniem losowania i tym samym może być wylosowany wielokrotnie. Przykładem losowania ze zwracaniem jest też wielokrotny rzut kością.
Formalnie losowanie ze zwracaniem jest definiowane, jako szczególny przypadek procesu stacjonarnego, znany też jako schemat Bernoulliego. Jeśli losowana jest jedna z dwóch możliwych wartości, jest to tzw. proces Bernoulliego.
Losowanie ze zwracaniem ma następujące właściwości statystyczne:
- Losowania są niezależne od siebie. Ściślej: zmienne losowe związane z poszczególnymi losowaniami są niezależne i mają ten sam rozkład.
- Wynika stąd, że żadne pojedyncze losowanie nie wpływa na wynik następnych losowań.
- Jeśli {\displaystyle P(X)} jest prawdopodobieństwem wybrania {\displaystyle X} w pierwszym losowaniu, to jest ono takie samo w każdym następnym.
- Jeśli losujemy {\displaystyle N} razy, to wynik {\displaystyle X} zostanie uzyskany średnio {\displaystyle N\cdot P(X)} razy.